# Полуяновское сельское поселение (Тюменская область)
Полуяновское се́льское поселе́ние — муниципальное образование в Тобольском районе Тюменской области Российской Федерации.
Административный центр — деревня Полуянова.

## География
Поселение находится в бассейне реки Иртыш.

## История
Статус и границы сельского поселения установлены Законом Тюменской области от 5 ноября 2004 года № 263 «Об установлении границ муниципальных образований Тюменской области и наделении их статусом муниципального района, городского округа и сельского поселения».

## Население
| 2010 | 2011 | 2012 | 2013 | 2014 | 2015 | 2016 |
| ---- | ---- | ---- | ---- | ---- | ---- | ---- |
| 426  | ↘425 | ↘409 | ↘400 | ↗403 | ↗405 | ↗408 |
| 2017 | 2018 | 2019 | 2020 | 2021 |      |      |
| →408 | ↘397 | ↘379 | ↘368 | ↗477 |      |      |

## Состав сельского поселения
| № | Населённый пункт | Тип населённого пункта          | Население |
| - | ---------------- | ------------------------------- | --------- |
| 1 | Байгара          | деревня                         | 106       |
| 2 | Мостовая         | деревня                         | 5         |
| 3 | Полуянова        | деревня, административный центр | 203       |
| 4 | Шамша            | деревня                         | 112       |

## Палеоантропология
На территории поселения, у деревни Байгара (выше Тобольска по правому берегу Иртыша) была обнаружена таранная (надпяточная) кость гоминида возрастом 10,4 тыс. лет. Образец имеет размер примерно 5×4,5 см и принадлежал взрослой особи возрастом от 20 до 50 лет. На основании морфологического сходства с надпяточной костью Схул IV возрастом 100 тыс. лет из израильской пещеры Схул предполагается, что индивид относится к виду Homo sapiens.